# Sven Weigt
Sven Weigt (* 5. September 1971) ist ein deutscher Politiker (CDU). Er ist designierter Oberbürgermeister von Bruchsal. Seit 2007 ist er Bürgermeister von Karlsdorf-Neuthard.

## Leben
Weigt legte 1990 das Abitur ab. 1995 schloss er sein Studium zum Diplom-Verwaltungswirt (FH) ab. Anschließend war er von 1995 bis 1997 als Hauptsachbearbeiter beim Kommunalen Versorgungsverband Baden-Württemberg tätig. Von 1997 bis 2007 war er Hauptamtsleiter der Gemeinde Forst. 2007 wurde er zum Bürgermeister von Karlsdorf-Neuthard gewählt. 2015 und 2023 wurde er in diesem Amt wiedergewählt. Seit 2009 ist er zudem Mitglied des Kreistags des Landkreises Karlsruhe, seit 2016 als Vorsitzender der dortigen CDU-Fraktion. 2020 kandidierte Weigt bei der Oberbürgermeisterwahl in Karlsruhe, unterlag jedoch Amtsinhaber Frank Mentrup (SPD).
Bei der Oberbürgermeisterwahl in Bruchsal wurde Weigt im zweiten Wahlgang am 27. Juli 2025 mit 54,5 Prozent der Stimmen zum Oberbürgermeister gewählt. Er tritt das Amt am 1. Oktober 2025 an.
Weigt ist verheiratet und hat drei Kinder.